# Quilles avec petit talus
Le kilhoù (quilles en breton) petit talus est un jeu de quilles pratiqué dans le Finistère, en Bretagne, essentiellement dans les communes de Sibiril, Cléder, Plouescat, Plounévez-Lochrist et Tréflez. 
Ce jeu de quilles avec petit talus est inscrit à l’Inventaire du patrimoine culturel immatériel en France.

## Historique
Ce jeu était à l’origine un jeu d'argent, pratiqué en particulier lors des fêtes de village. Une mise était faite et celui qui remportait la partie repartait avec la mise. Mais avec la multiplication des lois réglementant les jeux d'argent, ce système de jeu est devenu interdit, et la pratique du kilhoù petit talus est devenue beaucoup moins courante. 

## Description du jeu
Le kilhoù petit talus se pratique à l’extérieur, en individuel. Le joueur dispose d’une boule qu’il doit lancer contre un talus. En redescendant, la boule de bois doit renverser les 9 quilles disposées au bas du petit talus. Les quilles sont également en bois et mesurent entre 20 et 25 centimètres. Lorsque les 9 quilles étaient renversées, le joueur avait remporté la mise convenue au début de la partie. Ainsi, du fait de la présence de l’aspect financier, le jeu était autrefois réservé aux adultes. Aujourd’hui tout, le monde peut jouer vu que la mise n’existe plus. 
Le jeu ressemble au jeu de quilles du Léon droit et avec talus.